# Adontorhina cyclia
Adontorhina cyclia is een tweekleppigensoort uit de familie van de Thyasiridae. De wetenschappelijke naam van de soort is voor het eerst geldig gepubliceerd in 1947 door S. S. Berry.